# Liste der Stolpersteine in Hamburg-Eilbek
Die Liste der Stolpersteine in Hamburg-Eilbek enthält alle Stolpersteine, die im Rahmen des gleichnamigen Kunst-Projekts von Gunter Demnig in Hamburg-Eilbek verlegt wurden. Mit ihnen soll Opfern des Nationalsozialismus gedacht werden, die in Hamburg-Eilbek lebten und wirkten.
Diese Seite ist Teil der Liste der Stolpersteine in Hamburg, da diese mit insgesamt 7139 (Stand: März 2025) Steinen zu groß würde und deshalb je Stadtteil, in dem Steine verlegt wurden, eine eigene Seite angelegt wurde.
| Adresse                            | Person(en)                         | Inschrift | Bilder                                                          | Anmerkung |
| ---------------------------------- | ---------------------------------- | --- | --------------------------------------------------------------- | --- |
| Auenstraße Ecke Von-Essen-Straße · | Bruno Selck                        | Hier wohnte Bruno Selck Jg. 1900 verhaftet 1933 und 36 KZ Fuhlsbüttel Neuengamme ermordet 11.2.1943                                                                               |                                                                 | Eintrag auf stolpersteine-hamburg.de |
| Auenstraße 1 ·                     | Jonny Dettmer                      | Hier wohnte Jonny Dettmer Jg. 1901 verhaftet 1933 ‚Vorbereitung zum Hochverrat‘ wegen ‚Altonaer Blutsonntag‘ hingerichtet 19.5.1934 UG Holstenglacis                              |                                                                 | Eintrag auf stolpersteine-hamburg.de Stolperstein liegt vor dem Zugang zu den Häusern Eilbektal Nr. 2 d-a bis Januar 2020 am Zugang von der Straße Eilbektal           |
| Auenstraße 5 ·                     | Lilli Mayer geb. Moses             | Hier wohnte Lilli Mayer geb. Moses Jg. 1888 deportiert 1941 Riga ermordet |                                                                 | Eintrag auf stolpersteine-hamburg.de Stolperstein liegt vor dem Zugang zu den Häusern Eilbektal Nr. 4 d-a                                                              |
| Auenstraße 6 ·                     | Gertrude Kendziorek geb. Baumblatt | Hier wohnte Gertrude Kendziorek geb. Baumblatt Jg. 1901 deportiert 1941 Minsk ermordet                                                                                            |                                                                 | Eintrag auf stolpersteine-hamburg.de |
| Auenstraße 6 ·                     | Heinz Kendziorek                   | Hier wohnte Heinz Kendziorek Jg. 1929 deportiert 1941 Minsk ermordet |                                                                 | Eintrag auf stolpersteine-hamburg.de |
| Auenstraße 6 ·                     | Leo Kendziorek                     | Hier wohnte Leo Kendziorek Jg. 1898 deportiert 1941 Minsk ermordet |                                                                 | Eintrag auf stolpersteine-hamburg.de |
| Auenstraße 10 ·                    | Hertha Dreyer                      | Hier wohnte Hertha Dreyer Jg. 1907 eingewiesen 1918 Alsterdorfer Anstalten ‚verlegt‘ 16.8.1943 Heilanstalt Am Steinhof/Wien ermordet 19.9.1944                                    |                                                                 | Eintrag auf stolpersteine-hamburg.de |
| Blumenau 52 ·                      | Siegbert Goetze                    | Hier wohnte Dr. Siegbert Goetze geb. Seligmann Jg. 1882 Flucht 1938 USA tot 2.9.1941                                                                                              |                                                                 | Eintrag auf stolpersteine-hamburg.de |
| Blumenau 63 ·                      | Martha Friedländer geb. Jacobi     | Hier wohnte Martha Friedländer geb. Jacobi Jg. 1865 deportiert 1943 Theresienstadt ermordet 1.9.1943                                                                              |                                                                 | Eintrag auf stolpersteine-hamburg.de Ein weiterer Stolperstein befindet sich in Hamburg-Rotherbaum.                                                                    |
| Blumenau 166 ·                     | Ernst Rothstein                    | Hier wohnte Ernst Rothstein Jg. 1881 deportiert 1942 ermordet in Auschwitz |                                                                 | Eintrag auf stolpersteine-hamburg.de |
| Börnestraße 69 ·                   | Karl-Heinz Harms                   | Hier wohnte Karl-Heinz Harms Jg. 1922 gedemütigt/entrechtet Flucht in den Tod 23.6.1941                                                                                           |                                                                 | Eintrag auf stolpersteine-hamburg.de |
| Börnestraße 71 ·                   | Wilhelm Krüger                     | Hier wohnte Wilhelm Krüger Jg. 1874 verhaftet 1935 ‚Vorbereitung zum Hochverrat‘ Haft 1935–1938 KZ Fuhlsbüttel tot 14.3.1938 Lazarett UG Hamburg                                  |                                                                 | Eintrag auf stolpersteine-hamburg.de |
| Conventstraße 4 ·                  | Harry Becker                       | Hier wohnte Harry Becker Jg. 1913 eingewiesen 1930 Alsterdorfer Anstalten Heilanstalt Eichberg ‚verlegt‘ 7.8.1943 Heilanstalt Hadamar ermordet 29.10.1943                         |                                                                 | Eintrag auf stolpersteine-hamburg.de |
| Conventstraße 12 ·                 | Dorothea Gutbier                   | Hier wohnte Dorothea Gutbier Jg. 1877 eingewiesen 1943 Heilanstalt Am Steinhof Wien ermordet 9.2.1945                                                                             |                                                                 | Eintrag auf stolpersteine-hamburg.de |
| Conventstraße 23 ·                 | Magnus Bernhard Siems              | Hier wohnte Dr. Magnus Bernhard Siems Jg. 1882 verhaftet KZ Fuhlsbüttel ermordet 14.7.1938                                                                                        |                                                                 | Eintrag auf stolpersteine-hamburg.de |
| Conventstraße 27 ·                 | Irmgard Hrabe                      | Hier wohnte Irmgard Hrabe Jg. 1930 eingewiesen 1943 Heilanstalt Eichberg ermordet 24.9.1943                                                                                       |                                                                 | Eintrag auf stolpersteine-hamburg.de |
| Conventstraße 27 ·                 | Emilie Mayer geb. Fackenheim       | Hier wohnte Emilie Mayer geb. Fackenheim Jg. 1851 deportiert 1943 Theresienstadt ermordet 3.8.1943                                                                                |                                                                 | Eintrag auf stolpersteine-hamburg.de Stolperstein liegt am Fußgängerüberweg Einmündung Conventstraße                                                                   |
| Conventstraße 27 ·                 | Ernst Mayer                        | Hier wohnte Ernst Mayer Jg. 1878 deportiert 1941 Minsk ermordet |                                                                 | Eintrag auf stolpersteine-hamburg.de Stolperstein liegt am Fußgängerüberweg Einmündung Conventstraße                                                                   |
| Eilbeker Weg Ecke Kantstraße ·     | Henriette Weiss geb. Goldschmidt   | Hier wohnte Henriette Weiss geb. Goldschmidt Jg. 1860 deportiert 1942 Theresienstadt ermordet 19.10.1942                                                                          |                                                                 | Eintrag auf stolpersteine-hamburg.de Mutter des Malers und Grafikers Max Weiss.                                                                                        |
| Eilbeker Weg 29 ·                  | Anuta Sakheim geb. Plotkin         | Hier wohnte Anuta Sakheim geb. Plotkin Jg. 1896 gedemütigt/entrechtet Flucht Palästina Flucht in den Tod August 1939                                                              |                                                                 | Eintrag auf stolpersteine-hamburg.de |
| Eilbeker Weg 61 ·                  | Berta Ollech                       | Hier wohnte Berta Ollech Jg. 1897 eingewiesen 1935 Alsterdorfer Anstalten ‚verlegt‘ 1943 Heilanstalt Am Steinhof/Wien tot an Folgen 11.7.1945                                     |                                                                 | Eintrag auf stolpersteine-hamburg.de |
| Eilbeker Weg 83 ·                  | Wilma Landshöft                    | Hier wohnte Wilma Landshöft Jg. 1913 eingewiesen Heil- und Pflegeanstalt Langenhorn ‚verlegt‘ 1943 Heilanstalt Meseritz-Obrawalde ermordet 17.4.1943                              |                                                                 | Eintrag auf stolpersteine-hamburg.de |
| Eilbeker Weg 87 ·                  | Erich Wagener                      | Hier wohnte Erich Wagener Jg. 1927 deportiert 1941 Łodz ermordet 4.7.1943 |                                                                 | Eintrag auf stolpersteine-hamburg.de |
| Eilbeker Weg 87 ·                  | Hans Wagener                       | Hier wohnte Hans Wagener Jg. 1929 deportiert 1941 ermordet in Łodz |                                                                 | Eintrag auf stolpersteine-hamburg.de |
| Eilbeker Weg 87 ·                  | Ilse Wagener geb. Elkeles          | Hier wohnte Ilse Wagener geb. Elkeles Jg. 1898 deportiert 1941 Łodz ermordet 12.7.1942                                                                                            |                                                                 | Eintrag auf stolpersteine-hamburg.de |
| Eilbeker Weg 87 ·                  | Max Moses Wagener                  | Hier wohnte Max Moses Wagener Jg. 1885 deportiert 1941 Łodz ermordet 13.7.1942 |                                                                 | Eintrag auf stolpersteine-hamburg.de |
| Eilbektal 24 ·                     | Hans Lieber                        | Hier wohnte Hans Lieber Jg. 1890 verhaftet 1943 'Wehrkraftzersetzung' 1944 Berlin-Plötzensee tot 20.2.1945 Zuchthaus Celle                                                        |                                                                 | Eintrag auf stolpersteine-hamburg.de Stolperstein liegt an der südwestlichen Ecke Eilbektal/Kantstraße Ein weiterer Stolperstein befindet sich in Hamburg-Barmbek-Süd. |
| Eilenau 46 ·                       | Max Schönmann                      | Hier wohnte Max Schönmann Jg. 1873 deportiert 1941 ermordet in Riga |                                                                 | Eintrag auf stolpersteine-hamburg.de |
| Fichtestraße 8 ·                   | Albrecht Gebhard                   | Hier wohnte Albrecht Gebhard Jg. 1902 verhaftet 1939 KZ Fuhlsbüttel Flucht in den Tod 22.3.1939                                                                                   |                                                                 | Eintrag auf stolpersteine-hamburg.de |
| Friedenstraße 7 ·                  | Elisabeth Glüer                    | Elisabeth Glüer Jg. 1901 eingewiesen 12.3.1942 Alsterdorfer Anstalten ‚verlegt‘ 16.8.1943 Heilanstalt Am Steinhof/Wien ermordet 21.8.1944                                         |                                                                 | Eintrag auf stolpersteine-hamburg.de |
| Friedenstraße 31 ·                 | Max Labowsky                       | Hier wohnte Max Labowsky Jg. 1883 gedemütigt/entrechtet Flucht in den Tod 8. Sept. 1938                                                                                           |                                                                 | Eintrag auf stolpersteine-hamburg.de |
| Friedenstraße 41 ·                 | Alfred Henschel                    | Hier wohnte Alfred Henschel Jg. 1869 verhaftet Gefängnis Blankenburg ermordet 10.1.1944                                                                                           |                                                                 | Eintrag auf stolpersteine-hamburg.de |
| Hasselbrookstraße 6 ·              | Anna Loewy                         | Hier wohnte Anna Loewy Jg. 1859 deportiert 1943 Theresienstadt ermordet 31.5.1944                                                                                                 |                                                                 | Eintrag auf stolpersteine-hamburg.de |
| Hasselbrookstraße 11 ·             | Henriette Kloth                    | Hier wohnte Henriette Kloth Jg. 1902 eingewiesen 1943 Heilanstalt Langenhorn ‚verlegt‘ 21.7.1943 Heilanstalt Hadamar ermordet 4.5.1944                                            |                                                                 | Eintrag auf stolpersteine-hamburg.de |
| Hasselbrookstraße 23 ·             | Max Jacob                          | Hier wohnte Max Jacob Jg. 1882 deportiert 1944 Theresienstadt ermordet 1944 in Auschwitz                                                                                          |                                                                 | Eintrag auf stolpersteine-hamburg.de |
| Hasselbrookstraße 23 ·             | Hans Kirsten                       | Hier wohnte Hans Kirsten Jg. 1868 verhaftet 1935/39 KZ Fuhlsbüttel ‚Heilanstalt‘ Langenhorn ermordet 24.2.1943                                                                    |                                                                 | Eintrag auf stolpersteine-hamburg.de |
| Hasselbrookstraße 68 ·             | Ida Hemmerdinger geb. Igersheimer  | Hier wohnte Ida Hemmerdinger geb. Igersheimer Jg. 1872 deportiert 1941 Riga ermordet                                                                                              | Stolpersteine vor dem Haus Hasselbrookstr. 68 in Hamburg-Eilbek | Eintrag auf stolpersteine-hamburg.de |
| Hasselbrookstraße 68 ·             | Margarethe Hemmerdinger            | Hier wohnte Margarethe Hemmerdinger Jg. 1905 deportiert 1941 Riga ermordet | Stolpersteine vor dem Haus Hasselbrookstr. 68 in Hamburg-Eilbek | Eintrag auf stolpersteine-hamburg.de |
| Hasselbrookstraße 96 ·             | Hermann Wolff                      | Hier wohnte Hermann Wolff Jg. 1899 deportiert 1941 Minsk ermordet | Stolpersteine vor dem Haus Hasselbrookstr. 96 in Hamburg-Eilbek | Eintrag auf stolpersteine-hamburg.de Ein weiterer Stolperstein befindet sich in Hamburg-Altona-Altstadt.                                                               |
| Hasselbrookstraße 96 ·             | Herta Wolff geb. Happ              | Hier wohnte Herta Wolff geb. Happ Jg. 1902 deportiert 1941 Minsk ermordet | Stolpersteine vor dem Haus Hasselbrookstr. 96 in Hamburg-Eilbek | Eintrag auf stolpersteine-hamburg.de |
| Hasselbrookstraße 96 ·             | Uri Wolff                          | Hier wohnte Uri Wolff Jg. 1941 deportiert 1941 Minsk ermordet | Stolpersteine vor dem Haus Hasselbrookstr. 96 in Hamburg-Eilbek | Eintrag auf stolpersteine-hamburg.de |
| Hasselbrookstraße 127 ·            | Hans Singer                        | Hier wohnte Hans Singer Jg. 1921 deportiert 1941 Minsk ermordet |                                                                 | Eintrag auf stolpersteine-hamburg.de Stolperstein liegt rechts der Einfahrt zum Verbindungsweg                                                                         |
| Hasselbrookstraße 127 ·            | Rosa Singer geb. Wolff             | Hier wohnte Rosa Singer geb. Wolff Jg. 1876 deportiert 1941 Minsk ermordet |                                                                 | Eintrag auf stolpersteine-hamburg.de Stolperstein liegt rechts der Einfahrt zum Verbindungsweg                                                                         |
| Hasselbrookstraße 150 ·            | Fritz Eilken                       | Hier wohnte Fritz Eilken Jg. 1903 verhaftet 1937 Hamburg 1939 Nortorf 1943 Bewährungsbataillon 999 ???                                                                            |                                                                 | Eintrag auf stolpersteine-hamburg.de Stolperstein liegt rechts der Einfahrt zum Verbindungsweg                                                                         |
| Hasselbrookstraße 154 ·            | Dan Fiebelmann                     | Hier wohnte Dan Fiebelmann Jg. 1939 deportiert 1941 ermordet in Minsk |                                                                 | Eintrag auf stolpersteine-hamburg.de |
| Hasselbrookstraße 154 ·            | Ruth Fiebelmann geb. Adler         | Hier wohnte Ruth Fiebelmann geb. Adler Jg. 1913 deportiert 1941 ermordet in Minsk                                                                                                 |                                                                 | Eintrag auf stolpersteine-hamburg.de |
| Hasselbrookstraße 154 ·            | Siegmund Fiebelmann                | Hier wohnte Siegmund Fiebelmann Jg. 1902 ‚Schutzhaft‘ 1938 Buchenwald 1941 Emslandlager deportiert 1942 Auschwitz ermordet 11.1.1943                                              |                                                                 | Eintrag auf stolpersteine-hamburg.de |
| Hasselbrookstraße 154 ·            | Clara Schenk                       | Hier wohnte Clara Schenk geb. Katzenstein Jg. 1882 deportiert 1941 ermordet in Minsk                                                                                              |                                                                 | Eintrag auf stolpersteine-hamburg.de |
| Hasselbrookstraße 154 ·            | Siegmund Schenk                    | Hier wohnte Siegmund Schenk Jg. 1872 deportiert 1941 ermordet in Minsk |                                                                 | Eintrag auf stolpersteine-hamburg.de |
| Hasselbrookstraße 169 ·            | Herbert Schönmann                  | Hier wohnte Herbert Schönmann Jg. 1922 deportiert 1943 Theresienstadt 1944 Auschwitz tot 7.1.1945 Dachau                                                                          |                                                                 | Eintrag auf stolpersteine-hamburg.de |
| Kantstraße 4 ·                     | Gerhard Appermann                  | Hier wohnte Gerhard Appermann Jg. 1907 verhaftet 1938 KZ Fuhlsbüttel deportiert 1941 Minsk ermordet                                                                               |                                                                 | Eintrag auf stolpersteine-hamburg.de |
| Kantstraße 4 ·                     | Mali Appermann                     | Hier wohnte Mali Appermann Jg. 1933 deportiert 1941 Minsk ermordet |                                                                 | Eintrag auf stolpersteine-hamburg.de |
| Kantstraße 4 ·                     | Ronia Appermann geb. Back          | Hier wohnte Ronia Appermann geb. Back Jg. 1908 deportiert 1941 Minsk ermordet |                                                                 | Eintrag auf stolpersteine-hamburg.de |
| Kantstraße 4 ·                     | Ruth Appermann                     | Hier wohnte Ruth Appermann Jg. 1931 deportiert 1941 Minsk ermordet |                                                                 | Eintrag auf stolpersteine-hamburg.de |
| Kantstraße 4 ·                     | Wera Appermann                     | Hier wohnte Vera Appermann Jg. 1936 deportiert 1941 Minsk ermordet |                                                                 | Eintrag auf stolpersteine-hamburg.de |
| Kiebitzstraße 8 ·                  | Anna Oehlke                        | Hier wohnte Anna Oehlke geb. Schmidt Jg. 1882 eingewiesen 4.7.1935 Alsterdorfer Anstalten ‚verlegt‘ 16.8.1943 Heilanstalt Am Steinhof Wien tot an den Folgen 21.7.1945            |                                                                 | Eintrag auf stolpersteine-hamburg.de |
| Kleiststraße 10 ·                  | Zipora Sophie Heiden geb. Kohn     | Hier wohnte Zipora Sophie Heiden geb. Kohn Jg. 1875 deportiert 1942 Theresienstadt befreit                                                                                        |                                                                 | Eintrag auf stolpersteine-hamburg.de |
| Landwehr 29 ·                      | Clara Gottlieb geb. Horneburg      | Hier wohnte Clara Gottlieb geb. Horneburg Jg. 1879 deportiert 1941 ermordet in Minsk                                                                                              |                                                                 | Eintrag auf stolpersteine-hamburg.de |
| Landwehr 29 ·                      | Hermann Gottlieb                   | Hier wohnte Hermann Gottlieb Jg. 1881 deportiert 1941 ermordet in Minsk |                                                                 | Eintrag auf stolpersteine-hamburg.de |
| Landwehr 37 ·                      | Helene Burghagen geb. Nathan       | Hier wohnte Helene Burghagen geb. Nathan Jg. 1866 deportiert 1944 Theresienstadt tot 28.2.1944                                                                                    |                                                                 | Eintrag auf stolpersteine-hamburg.de |
| Leibnizstraße 10 ·                 | Gertrud Bechtold                   | Hier wohnte Gertrud Bechtold Jg. 1899 eingewiesen 26.5.1935 Alsterdorfer Anstalten ‚verlegt‘ 16.8.1943 Heilanstalt Am Steinhof Wien ermordet 19.4.1945                            |                                                                 | Eintrag auf stolpersteine-hamburg.de |
| Menckesallee 9 ·                   | Elfriede Steinfeld                 | Hier wohnte Elfriede Steinfeld Jg. 1875 deportiert 1942 Theresienstadt ermordet                                                                                                   |                                                                 | Eintrag auf stolpersteine-hamburg.de |
| Menckesallee 23 ·                  | Emil Göthel                        | Hier wohnte Emil Göthel Jg. 1878 verhaftet 1933 Hamburg Haft 1935–1940 Hamburg/ Bremen-Oslebshausen tot 1941 an Haftfolgen                                                        |                                                                 | Eintrag auf stolpersteine-hamburg.de |
| Papenstraße Ecke Ruckteschellweg · | Willy Krause                       | Hier wohnte Willy Krause Jg. 1896 verhaftet 1944 ‚Wehrkraftzersetzung‘ 1944 Gefängnis Torgau ‚Sonderbataillon‘ Dirlewanger tot 26.2.1945 Lübben/Spreewald                         |                                                                 | Eintrag auf stolpersteine-hamburg.de |
| Papenstraße 5 ·                    | Franziska Ottenstroer              | Hier wohnte Franziska Ottenstroer geb. Benjamin Jg. 1869 gedemütigt/entrechtet Flucht in den Tod 17.8.1943                                                                        |                                                                 | Eintrag auf stolpersteine-hamburg.de |
| Papenstraße 5 ·                    | Wilhelm Ottenstroer                | Hier wohnte Wilhelm Ottenstroer Jg. 1871 gedemütigt/entrechtet Flucht in den Tod 20.8.1943                                                                                        |                                                                 | Eintrag auf stolpersteine-hamburg.de |
| Papenstraße 33 ·                   | Alfons Ode                         | Hier wohnte Alfons Ode Jg. 1895 eingewiesen 1943 Heilanstalt Eichberg ‚verlegt‘ 1943 Hadamar ermordet 15.11.1943                                                                  |                                                                 | Eintrag auf stolpersteine-hamburg.de |
| Papenstraße 34 ·                   | Frieda Henck geb. Struckmann       | Hier wohnte Frieda Henck geb. Struckmann Jg. 1873 eingewiesen 1935 Heil- und Pflegeanstalt Langenhorn ‚verlegt‘ 1943 Heilanstalt Am Steinhof/Wien ermordet 13.3.1945              |                                                                 | Eintrag auf stolpersteine-hamburg.de |
| Papenstraße 69 ·                   | Paul Struck                        | Hier wohnte Paul Struck Jg. 1872 verhaftet 1934/37/38 KZ Fuhlsbüttel ‚Heilanstalt‘ Meseritz-Obrawalde ermordet 9.5.1944                                                           |                                                                 | Eintrag auf stolpersteine-hamburg.de Stolperstein liegt am Gehweg rechts von der Zuwegung zu Haus Nr. 69                                                               |
| Pappelallee 26 ·                   | Hermann Kendziorek                 | Hier wohnte Hermann Kendziorek Jg. 1868 Flucht 1939 Holland interniert Westerbork tot 13.10.1943                                                                                  |                                                                 | Eintrag auf stolpersteine-hamburg.de |
| Pappelallee 26 ·                   | Regine Kendziorek geb. Haase       | Hier wohnte Regine Kendziorek geb. Haase Jg. 1868 Flucht 1939 Holland interniert Westerbork deportiert 1944 ermordet in Auschwitz                                                 |                                                                 | Eintrag auf stolpersteine-hamburg.de |
| Pappelallee 48 (28) ·              | Bruno Kempe                        | Hier wohnte Bruno Kempe Jg. 1873 verhaftet 1942 KZ Fuhlsbüttel tot an Haftfolgen 7.10.1942                                                                                        |                                                                 | Eintrag auf stolpersteine-hamburg.de Stolperstein liegt im Kleinpflaster neben dem Gehweg vor dem Zugang zu Haus Nr. 28                                                |
| Pappelallee 51 ·                   | Erna Dreyer                        | Hier wohnte Erna Dreyer Jg. 1897 eingewiesen 1943 Heilanstalt Am Steinhof Wien tot an Folgen 14.7.1945                                                                            | Stolperstein für Erna Dreyer, Pappelallee 51 in Hamburg-Eilbek  | Eintrag auf stolpersteine-hamburg.de |
| Ritterstraße 29 ·                  | Marie Weber                        | Hier wohnte Marie Weber Jg. 1909 eingewiesen 8.5.1935 Alsterdorfer Anstalten ‚verlegt‘ 16.8.1943 Heilanstalt Am Steinhof Wien tot an den Folgen 14.6.1945                         |                                                                 | Eintrag auf stolpersteine-hamburg.de |
| Ritterstraße 47 ·                  | Jutta Berndt                       | Hier wohnte Jutta Berndt Jg. 1932 eingewiesen 17.7.1935 Alsterdorfer Anstalten ‚verlegt‘ 16.8.1943 Heilanstalt Am Steinhof Wien ermordet 16.12.1944                               |                                                                 | Eintrag auf stolpersteine-hamburg.de |
| Ritterstraße 63 ·                  | Henrietta Hella Marcus geb. Ascher | Hier wohnte Ella Marcus geb. Ascher Jg. 1887 deportiert 1941 Minsk ermordet |                                                                 | Eintrag auf stolpersteine-hamburg.de |
| Ritterstraße 63 ·                  | Siegmund Marcus                    | Hier wohnte Siegmund Marcus Jg. 1876 deportiert 1941 Minsk ermordet |                                                                 | Eintrag auf stolpersteine-hamburg.de |
| Roßberg 5 ·                        | Paul Gundlach                      | Hier wohnte Paul Gundlach Jg. 1888 eingewiesen 1935 Alsterdorfer Anstalten ‚verlegt‘ 1943 Heilanstalt Mainkofen tot 31.3.1944                                                     |                                                                 | Eintrag auf stolpersteine-hamburg.de |
| Schellingstraße 12 ·               | Alice Nelki                        | Hier wohnte Alice Nelki Jg. 1886 deportiert 1941 Riga ermordet |                                                                 | Eintrag auf stolpersteine-hamburg.de |
| Schellingstraße 12 ·               | Elisabeth Olga Nelki               | Hier wohnte Elisabeth Olga Nelki Jg. 1861 deportiert 1942 Theresienstadt ermordet 2.2.1943                                                                                        |                                                                 | Eintrag auf stolpersteine-hamburg.de |
| Schellingstraße 16 ·               | Elisabeth Bruhn geb. Holz          | Hier wohnte Elisabeth Bruhn geb. Holz Jg. 1893 verhaftet 1934 Gefängnis Lübeck-Lauerhof 1936 KZ Fuhlsbüttel 1943 UG Holstenglacis hingerichtet 14.2.1944 Neuengamme               |                                                                 | Eintrag auf stolpersteine-hamburg.de Stolperstein liegt rechts von der Zuwegung Ein weiterer Stolperstein befindet sich in Hamburg-Eimsbüttel.                         |
| Schellingstraße 16 ·               | Gustav Bruhn                       | Hier wohnte Gustav Bruhn Jg. 1889 verhaftet 1933 ‚Vorbereitung zum Hochverrat‘ Zuchthaus Rendsburg 1936 Sachsenhausen 1942 KZ Fuhlsbüttel hingerichtet 14.2.1944 Neuengamme       |                                                                 | Eintrag auf stolpersteine-hamburg.de Stolperstein liegt rechts von der Zuwegung                                                                                        |
| Schellingstraße 86 ·               | Otto Gottschalk                    | Hier wohnte Otto Gottschalk Jg. 1876 deportiert 1941 Riga ermordet |                                                                 | Eintrag auf stolpersteine-hamburg.de |
| Schlegelsweg 1 ·                   | Elka Appermann                     | Hier wohnte Elka Appermann geb. Verschleißer Jg. 1878 deportiert 1941 ermordet in Riga                                                                                            |                                                                 | Eintrag auf stolpersteine-hamburg.de |
| Schlegelsweg 12 ·                  | Hermann Selig                      | Hier wohnte Hermann Selig Jg. 1875 deportiert 1942 Theresienstadt ermordet 14.2.1943                                                                                              |                                                                 | Eintrag auf stolpersteine-hamburg.de Stolperstein liegt an der südöstlichen Straßenecke im Randstreifen zwischen Gehweg und Straße                                     |
| Schlegelsweg 13 ·                  | Albert Malachowski                 | Hier wohnte Albert Malachowski Jg. 1909 verhaftet ‚Vorbereitung zum Hochverrat‘ KZ Fuhlsbüttel tot 20.12.1936                                                                     |                                                                 | Eintrag auf stolpersteine-hamburg.de |
| Von-Essen-Straße 5 ·               | Kurt Wald                          | Hier wohnte Kurt Wald Jg. 1882 verhaftet 1938 1938–1939 KZ Fuhlsbüttel deportiert 1941 Łodz ermordet 1942 in Chelmno                                                              |                                                                 | Eintrag auf stolpersteine-hamburg.de Der Stein liegt auf der gegenüberliegenden Straßenseite von der heutigen Hausnummer 5.                                            |
| Wandsbeker Chaussee 1 ·            | Max Brandenstein                   | Hier arbeitete Dr. Max Brandenstein Jg. 1874 deportiert 1942 ermordet in Auschwitz                                                                                                |                                                                 | Eintrag auf stolpersteine-hamburg.de Ein weiterer Stolperstein befindet sich in Hamburg-Harvestehude.                                                                  |
| Wandsbeker Chaussee 5 ·            | Max Markus                         | Hier wohnte Max Markus Jg. 1882 Flucht 1939 Holland deportiert 1943 ermordet in Auschwitz                                                                                         |                                                                 | Eintrag auf stolpersteine-hamburg.de |
| Wandsbeker Chaussee 62 ·           | Herbert Herz                       | Hier wohnte Herbert Herz Jg. 1933 deportiert 1941 Riga ermordet |                                                                 | Eintrag auf stolpersteine-hamburg.de |
| Wandsbeker Chaussee 62 ·           | Manfred Herz                       | Hier wohnte Manfred Herz Jg. 1897 deportiert 1941 Riga ermordet |                                                                 | Eintrag auf stolpersteine-hamburg.de |
| Wandsbeker Chaussee 62 ·           | Ruth Herz                          | Hier wohnte Ruth Herz Jg. 1931 deportiert 1941 Riga ermordet |                                                                 | Eintrag auf stolpersteine-hamburg.de |
| Wandsbeker Chaussee 62 ·           | Rosalie Herz geb. Preiss           | Hier wohnte Rosalie Herz geb. Preiss Jg. 1901 deportiert 1941 Riga ermordet |                                                                 | Eintrag auf stolpersteine-hamburg.de |
| Wandsbeker Chaussee 81 ·           | Flora Gowa                         | Hier wohnte Flora Gowa Jg. 1874 deportiert 1942 Theresienstadt ermordet 29.5.1943                                                                                                 |                                                                 | Eintrag auf stolpersteine-hamburg.de |
| Wandsbeker Chaussee 81 ·           | Elsa Philipp geb. Laski            | Hier wohnte Elsa Philipp geb. Laski Jg. 1878 gedemütigt/entrechtet Flucht in den Tod 2.11.1941                                                                                    |                                                                 | Eintrag auf stolpersteine-hamburg.de |
| Wandsbeker Chaussee 81 ·           | Herbert Philip                     | Hier wohnte Herbert Philipp Jg. 1903 gedemütigt/entrechtet Flucht in den Tod 4.11.1941                                                                                            |                                                                 | Eintrag auf stolpersteine-hamburg.de |
| Wandsbeker Chaussee 81 ·           | Hermann Philipp                    | Hier wohnte Hermann Philipp Jg. 1870 gedemütigt/entrechtet Flucht in den Tod 2.11.1941                                                                                            |                                                                 | Eintrag auf stolpersteine-hamburg.de |
| Wandsbeker Chaussee 104 ·          | Hermann Peritz                     | Hier wohnte Hermann Peritz Jg. 1882 deportiert 1941 Minsk ermordet |                                                                 | Eintrag auf stolpersteine-hamburg.de Stolperstein liegt auf dem Gehweg vor der Zuwegung zu den Häusern Nr. 104 a–c                                                     |
| Wandsbeker Chaussee 104 ·          | Zerline Peritz geb. Träger-Jacob   | Hier wohnte Zerline Peritz geb. Träger-Jacob Jg. 1889 deportiert 1941 Minsk ermordet                                                                                              |                                                                 | Eintrag auf stolpersteine-hamburg.de Stolperstein liegt auf dem Gehweg vor der Zuwegung zu den Häusern Nr. 104 a–c                                                     |
| Wandsbeker Chaussee 116 ·          | Bertha Feld                        | Hier wohnte Bertha Feld Jg. 1915 eingewiesen 1940 Heilanstalt Langenhorn ‚verlegt‘ 23.9.1940 Brandenburg ermordet 23.9.1940 ‚Aktion T4‘                                           |                                                                 | Eintrag auf stolpersteine-hamburg.de |
| Wandsbeker Chaussee 118 ·          | Helmut Petersen                    | Hier wohnte Helmut Petersen Jg. 1919 verhaftet 1938 KZ Fuhlsbüttel Buchenwald KZ Natzweiler-Struthof ermordet 25.7.1942                                                           |                                                                 | Eintrag auf stolpersteine-hamburg.de |
| Wandsbeker Chaussee 118 ·          | Adolf Schütz                       | Hier wohnte Adolf Schütz Jg. 1897 verhaftet 1935 und 38 Emslandlager Buchenwald ermordet 8.3.1942                                                                                 |                                                                 | Eintrag auf stolpersteine-hamburg.de |
| Wandsbeker Chaussee 257 ·          | Lilli Brathauer                    | Hier wohnte Lilli Brathauer Jg. 1929 eingewiesen 1931 Alsterdorfer Anstalten ‚verlegt‘ 1943 Heilanstalt Am Steinhof/Wien tot 7.6.1944                                             |                                                                 | Eintrag auf stolpersteine-hamburg.de |
| Wandsbeker Chaussee 270 ·          | Heinz Colland                      | Hier wohnte Heinz Colland Jg. 1903 deportiert 1941 Minsk ermordet |                                                                 | Eintrag auf stolpersteine-hamburg.de Stolperstein liegt vor dem U-Bahn-Eingang                                                                                         |
| Wandsbeker Chaussee 277 ·          | Ernst Marten                       | Hier wohnte Ernst Marten Jg. 1908 eingewiesen 1920 Alsterdorfer Anstalten ‚verlegt‘ 28.7.1941 Heilanstalt Langenhorn 27.11.1941 ‚Heilanstalt‘ Tiegenhof/Gniezno ermordet 8.4.1942 |                                                                 | Eintrag auf stolpersteine-hamburg.de |
| Wielandstraße 27 ·                 | David Kainer                       | Hier wohnte David Kainer Jg. 1874 verhaftet 1938 und 39 KZ Fuhlsbüttel deportiert 1941 Łodz ermordet                                                                              |                                                                 | Eintrag auf stolpersteine-hamburg.de |
| Wielandstraße 27 ·                 | Erwin Kainer                       | Hier wohnte Erwin Kainer Jg. 1914 verhaftet 1938 KZ Fuhlsbüttel deportiert Auschwitz ermordet                                                                                     |                                                                 | Eintrag auf stolpersteine-hamburg.de |
| Wielandstraße 27 ·                 | Lucie Kainer geb. Wagner           | Hier wohnte Lucie Kainer geb. Wagner Jg. 1874 verhaftet 1938 KZ Fuhlsbüttel deportiert 1941 Łodz ermordet                                                                         |                                                                 | Eintrag auf stolpersteine-hamburg.de |